# Jens Lauritz Andersen
Jens Lauritz Andersen (født 26. juli 1873 i Sengeløse ; død ca. 1962), søn af husmand Chr. Theodor Andersen og Hustru Sidse, f. Jensen. Gift 26. juli 1895 med Hansine A., Datter af gårdejer Hans Olsen og Hustru Mette f. Christensen.

## Uddannelse
- Uddannet ved landvæsen, gårdbestyrer i Sengeløse 1896 - 1901.

## Erhverv
- Jordbruger i Tune 1909 - 20.
- Direktør for Husmands Hypotekforeningen fra ca. 1909 - ca. 1956.

## Tillidsposter
- Medlem af Tune Sogneråd 1905 - 17
- Amts Kommissionen 1910 - 16, formand 1916.
- Medlem af Korn Nævnet 1914. Formand 1918,
- Kommunal Revisor 1917.
- Repræsentant for Husmands Hypotekforeningen for Danmark 1909.
- Medlem af Menighedsrådet
- Sognefoged 1926.
- Ejendomsskyld Vurderingsmand 1925.

## Udmærkelser
Modtager som direktør for Husmands Hypotekforeningen “Ridder af Dannebrogsordenen”[kilde mangler] af Hans Majestæt Kongen den 24. oktober 1956.